# Nils Peter Wetterlund

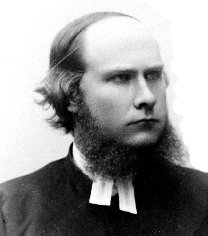
Nils Peter Wetterlund

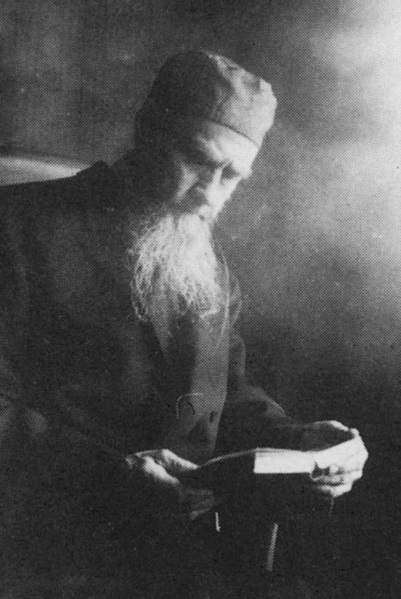
75-jährig

Nils Peter Wetterlund (* 20. Juni 1852 in Slättåkra socken, Schweden; † 7. August 1928 in Stockholm) war ein schwedischer lutherischer Pfarrer und Schriftsteller.

## Leben
Wetterlund wurde in eine arme Bauernfamilie hineingeboren, bekam aber trotzdem die Möglichkeit zu studieren. Er studierte Theologie an der Universität Uppsala und wurde am 4. August 1885 im Dom zu Västerås von Bischof Gottfrid Billing ordiniert. Nach seinen Pfarrerdiensten in Torsång, Leksand und Skattunge wurde er 1885 zum Gemeindepfarrer in Floda gewählt, wo er bis zu seiner krankheitsbedingten Abmeldung 1904 diente. Danach arbeitete er Stockholm als Pfarrer, Autor und Prediger.
Sein großes Werk war Andens Lag (Das Gesetz des Geistes) mit über 1200 Seiten, das 1910 bzw. 1912 in zwei Teilen veröffentlicht wurde. Der Titel bezieht sich auf Röm 8,2-4 . Auch die beiden Liebesgebote in Mt 12,28-31  stehen im Mittelpunkt seiner Texte. Andere Bibelstellen, die er oft in seinen Schriften erwähnt, sind die Bergpredigt,  1. Kor 13,LUT  und die Offenbarung des Johannes.
Die Exegetik-Professoren Otto Myrberg und Waldemar Rudin waren für seine Entwicklung während der Studienzeit maßgeblich. Myrberg beeinflusste Wetterlunds Auffassung von Vergebung und Rechtfertigung und sein Interesse an der Offenbarung. Als Pfarrer schätzte er die Korrespondenz mit Johan August Ekman in theologischen Fragen während dessen Zeit als Bischof in Västerås.
Wetterlunds theologische Auffassungen zeigen den Einfluss von Johann Tobias Beck, Frédéric Godet, Hans Magnus Melin, seinen Professoren Otto Myrberg und Waldemar Rudin, altlutherischen Pietisten wie Magnus Friedrich Roos und den Mystikern des radikalen Pietismus. Während seiner Zeit in Stockholm stand er auch in Kontakt mit dem Flodbergkreis (einem christlich-ökumenischen Freundeskreis mystischer Interessierter in Stockholm um die Jahrhundertwende 1900 und 30 Jahre danach). In seiner Auslegung der Bergpredigt erinnert er an Johannes Müller, Lew Tolstoi und David Petander. Er ist auch ein Vertreter der "Bergpredigt-Erweckung" zu Beginn des Jahrhunderts. Gemeindemitglieder haben berichtet, dass Wetterlund in seinen Predigten häufig Texte aus der Bergpredigt und der Offenbarung aufgriff.
Wetterlund kritisierte die forensische Rechtfertigungslehre und vertrat eine von Johann Tobias Beck inspirierte subjektive Rechtfertigung, in der Rechtfertigung und Heiligung zusammenfallen. Dabei glaubte er, die Unterstützung von Martin Luther selbst zu haben.
Es gibt viele, die von Wetterlunds radikaler Lehre zur Heiligung stark beeindruckt wurden. Waldemar Rudin hielt das Buch Andens Lag für seine liebste Lektüre im hohen Alter und nannte seinen ehemaligen Schüler einen prophetischen Ruf in seiner Zeit. Auch Hjalmar Ekström hatte auch Andens Lag in seinem Bücherregal stehen. Der Evangelist Frank Mangs schätzte es ebenso wie die Autorin Runa (Elisabeth Beskow).
In Norwegen genießt er bei den Anhängern von Johan Oscar Smith (heute Brunstad Christian Church) hohes Ansehen und mehrere seiner Schriften wurden in den 1930er Jahren in deren Zeitschrift Skjulte Skatte abgedruckt. Die Haugianer, die Nachfolger von Hans Nielsen Hauge, haben ihn auch ins Norwegische übersetzt.

## Schriften
- Syndakännedom, Guds barn (1901) und Jesu lära (1902), ausgegeben unter dem Titel Jesu lära - 90 Seiten
- Uppsatser och tankar (1902) - 78 Seiten
- Ord av Luther (1903) - 45 Seiten
- Andens Lag, 2 Bände(1910-1912) - 1244 Seiten
- Guds Vredes Skålar (1913) - 128 Seiten
- De sju domstolarna (1913) - 82 Seiten
- Svar till domprosten Bring (1913) - 38 Seiten
- Guds tempel och hedningarnas förgård (1913) - 102 Seiten
- De två vilddjurstågen i Stockholm (1914) - 32 Seiten
- De tre "fasta" frälsningsorden (1915) - 45 Seiten
- De kristnas världskrig (1915) - 16 Seiten
- Ett brev (1915) - 16 Seiten
- Jultankar om de två budens kärlek (1915) - 16 Seiten
- Vid "Det gyllene altaret" på världskrigets dag (1916) - 7 Seiten
- En prisgivningens världsdom (1916) - 46 Seiten
- Guds trälar, Nu- och nognådens liv och fem onda liv (1917) - 31 Seiten
- Romfaia, svärdet genom Marias själ (1917) - 8 Seiten
- Vid världskrigets slut (1918) - 11 Seiten
- På Sions berg (1918) - 24 Seiten
- Maria Wetterlund (1919) - 4 Seiten
- Sändebrev till vänner 1917-1927 (postumt 1928) - 108 Seiten
- Två kära barndomsminnen, Min moder (1928) - 26 Seiten